# Thénorgues
Thénorgues ist eine französische Gemeinde mit 85 Einwohnern (Stand 1. Januar 2022) im Département Ardennes in der Region Grand Est (vor 2016 Champagne-Ardenne). Sie gehört zum Arrondissement Vouziers, zum Kanton Vouziers und zum Gemeindeverband Argonne Ardennaise.

## Geografie
Die Gemeinde Thénorgues liegt 17 Kilometer östlich von Vouziers. Umgeben wird Thénorgues von den Nachbargemeinden Buzancy im Norden und Osten, Verpel im Süden, Briquenay im Westen sowie Harricourt im Nordwesten.

## Bevölkerungsentwicklung
| Jahr                       | 1962 | 1968 | 1975 | 1982 | 1990 | 1999 | 2006 | 2015 | 2019 |
| Einwohner                  | 113  | 112  | 98   | 82   | 85   | 85   | 96   | 94   | 79   |
| Quellen: Cassini und INSEE |      |      |      |      |      |      |      |      |      |

## Sehenswürdigkeiten

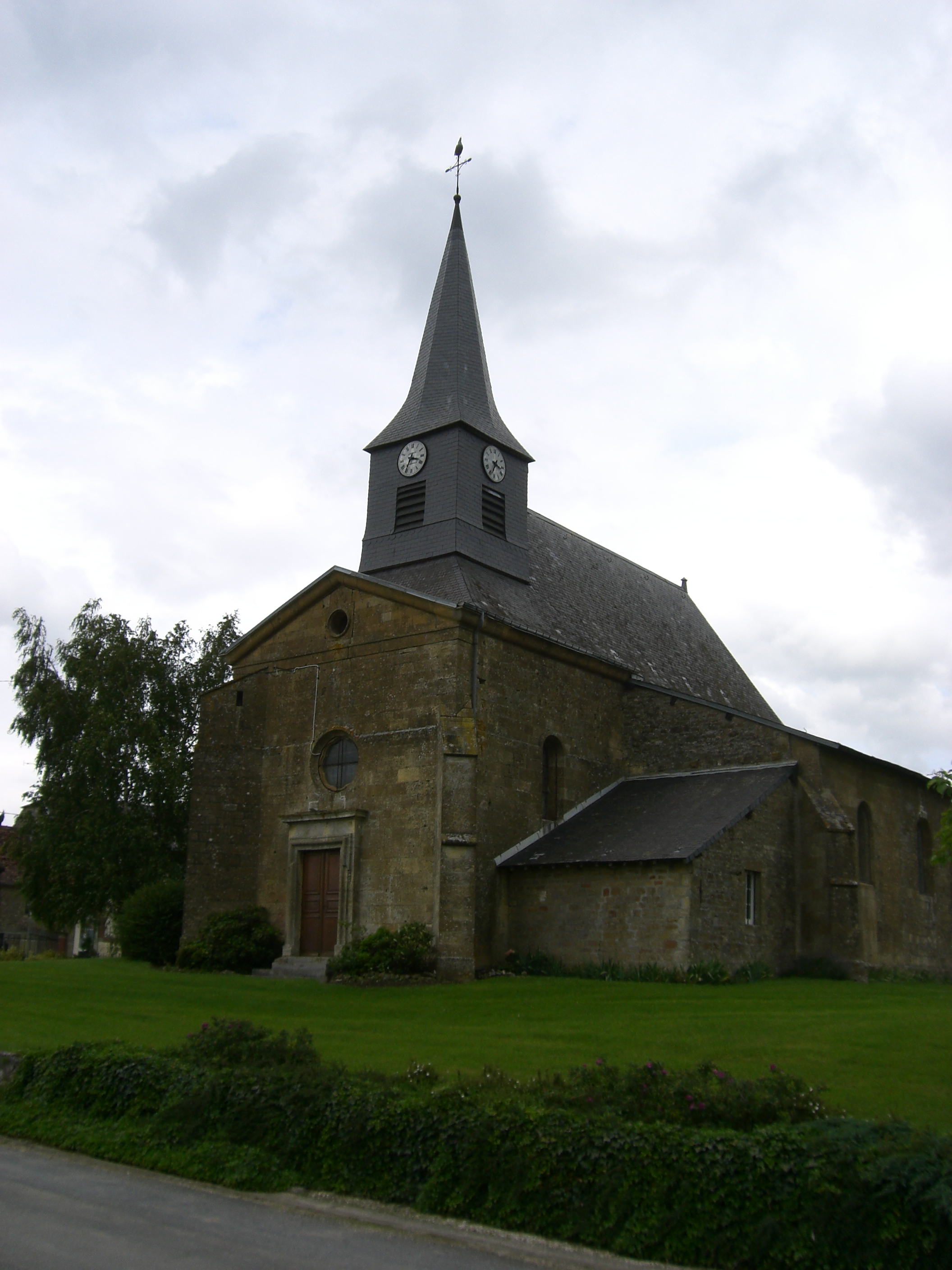
Kirche Notre-Dame

- Kirche Notre-Dame